# Tatary (województwo wielkopolskie)
Tatary – wieś w Polsce położona w województwie wielkopolskim, w powiecie krotoszyńskim, w gminie Koźmin Wielkopolski.
W latach 1975–1998 miejscowość położona była w województwie kaliskim.